# Gāvdel
Gāvdel (persiska: گاودل, Gāvdūl) är en ort i Iran.   Den ligger i provinsen Östazarbaijan, i den nordvästra delen av landet, 500 km nordväst om huvudstaden Teheran. Gāvdel ligger 2 067 meter över havet och antalet invånare är 121.
Terrängen runt Gāvdel är huvudsakligen kuperad, men åt nordost är den bergig. Runt Gāvdel är det ganska glesbefolkat, med 27 invånare per kvadratkilometer. Närmaste större samhälle är Ahar, 16,1 km söder om Gāvdel. Trakten runt Gāvdel består i huvudsak av gräsmarker.